# Fakta: Koncentrerad kunskapsbok i sju band
Fakta: Koncentrerad kunskapsbok i sju band är ett svenskt uppslagsverk som gavs ut 1955–1961 av Bokförlaget Fakta. Uppslagsverket är inte alfabetiskt utan systematiskt ordnat, det vill säga att informationen ordnas i artiklar efter ämne. De sju banden behandlar följande ämnesområden:
1. Grundvetenskaper–Materien
2. Livet–Människan
3. Länder och folk
4. Kulturen, Samhället
5. Tekniken
6. Hem och miljö.

Huvudredaktör var Ejnar Wåhlin och ordförande i redaktionskommittén var Kai Siegbahn. Verket fick god kritik i Dagens Nyheter 1962 när ämnesexperter recenserade vart och ett av de sju banden.